# Pola Braun
Pola Braun, auch Paulina Braunówna (geb. um 1910; gest. 3. November 1943 in Majdanek) war eine polnische Komponistin, Pianistin und Dichterin. Sie schrieb auf Polnisch und Jiddisch. Zudem führte sie ihre Kompositionen selber auf. Im Warschauer Ghetto wirkte sie am Lebendigen Tagebuch mit.

## Leben
Über ihr Leben ist sehr wenig bekannt. Manche Quellen geben als ihr wahrscheinliches Geburtsjahr 1910 an. Andere Quellen schreiben vom Tod der Überzwanzigjährigen im Jahr 1943. Vor Kriegsausbruch arbeitete sie in der Redaktion der polnischen satirischen Kultur-Zeitschrift Szpilki in Warschau. Dort trat sie auch als Kabarett-Künstlerin auf. Im Warschauer Ghetto konzentrierte sie sich aufs Komponieren. Sie trat häufig auf, sang ihre Lieder und akkompagnierte sich dabei selbst am Klavier. Aus der Ghetto-Zeit stammen u. a. die Lieder Zyd (Jude) und Curik a hejm (Rückkehr nach Hause). Pola Braun arbeitete auch eng mit Diana Blumenfeld zusammen. Sie schrieb zahlreiche Lieder, die von Diana Blumenfeld aufgeführt wurden. Braun komponierte die Lieder mit Berücksichtigung der stimmlichen Möglichkeiten Diana Blumenfelds.
Pola Braun komponierte leichte Musik, die für die polnischen Bühnen vorgesehen war. Im Kleinkunst-Stil komponierte sie zahlreiche Lieder für Kabarett. Darin thematisierte sie ihren Alltag, die jüdische Identität und später die Deportation. Ihr Gesang muss bei den Zuhörern sichtliche Emotionen hervorgerufen haben. Zofia Wróblewska erinnert sich:
„Pola Braunówna sang ein Lied, das sie selbst schrieb. Das war eine Art Fürbitte, das Schicksal, das eine Illusion vom Winterort Zakopane und den Bergwind Halny bringen möge. Wir waren bis zu Tränen gerührt und uns schien es, als ob unsere Gesichter tatsächlich vom Hany-Wind berührt worden wären. Also waren wir noch zu solchen Eindrücken fähig.“ (Zofia Wróblewska, "........Póki my zyjemy", in: "Losy zydowskie. Swiadectwo zywych, red. M. Turski)
Die Künstlerin trat am häufigsten im Cafe „Sztuka“ (Kunst) an der Leszno-Straße 2, wo die meisten Musiker im Warschauer Ghetto konzertierten, u. a. Diana Blumenfeld, Andrzej Wlast, Wladyslaw Szpilman und Artur Goldfeder, auf. Im Theater „Femina“ (Leszno-Straße 35) trat sie sowohl als Sängerin als auch als Schauspielerin, Gedichte deklamierend, auf.

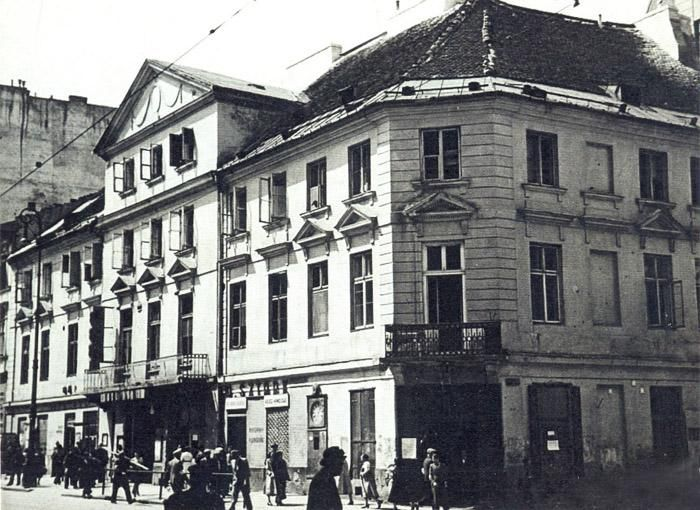
Café in der Leszno-Straße 2, Warschau

Pola Braun schrieb auch Texte für Das lebendige Tagebuch – eine brillante satirische Chronik des Ghetto-Lebens, geleitet vom Lyriker Wladyslaw Schlengel. Die Chronik enthält zahlreiche satirische Anspielungen auf die Nationalsozialisten.
Als 1943 300.000 Juden aus dem Ghetto in das Vernichtungslager Treblinka deportiert wurden, wurde Pola Braun den OBW (Ostdeutsche Bautischlerei-Werkstätten) zugeteilt. Dank dieser Arbeitsstelle entging sie der Deportation. Im Mai 1943 wurde Pola Braun jedoch nach der Niederschlagung des Aufstandes im Warschauer Ghetto in das KZ Majdanek deportiert.
Dort setzte sie ihre künstlerische Arbeit fort und engagierte sich stark im Kulturleben des Konzentrationslagers. Sie war literarisch, musikalisch als auch politisch aktiv. Sie nahm an konspirativen Versammlungen teil, wo sie eigene Gedichte und selbst komponierte Lieder vortrug. Auch gab sie Konzerte für ihre Kameradinnen im KZ. Diese fanden in einer Baracke statt, in der sich u. a. ein Klavier befand. Dort sang sie und begleitete sie sich selbst. Pola Braun nahm auch an Konzerten ehemaliger Pawiak-Gefangener teil, die manche Werke Pola Brauns auswendig gelernt und somit aufbewahrt hatten. Dadurch konnten einige Werke überliefert werden. Aus dieser Zeit stammen u. a. die Lieder Matka (Die Mutter), List to Warszawy (Der Brief an Warschau), oder Powszedni dién (Ein Arbeitstag).
Pola Braun starb am 3. November 1943 während der Aktion Erntefest – der größten Exekution, auch genannt „Blutiger Mittwoch“, in der Geschichte des KZ Majdanek. Allein an diesem Tag wurden in Majdanek 18.000 Juden ermordet. Im ganzen Distrikt Lublin wurden an diesem Tag circa 42.000 Personen ermordet.
Die geretteten Gedichte von Pola Braun wurden nach dem Krieg in diversen Anthologien und Artikeln veröffentlicht. Aleksander Kulisiewicz schrieb diverse Varianten der Gedichte auf, die im KZ Majdanek entstanden waren, und veröffentlichte sie neben den Werken von Wladyslaw Szlengel und Stefania Ney in der Anthologie Pieśn ujdzie calo (1974) des Schriftstellers und Dichters Michal Borwicz.

## Werke
Ihre bekanntesten Lieder sind:
- Curik a hejm (Rückkehr nach Hause)[2]
- Hot rachmones (Erbarmt euch)
- A cholem (Der Nachttraum)

## Veröffentlichungen
- Piesn ujdzie calo (Anthologie von Michal Borwicz, 1945) (eingeschränkte Vorschau in der Google-Buchsuche)